# Julian Babula
Julian Babula (ur. 17 kwietnia 1936 w Przyłęku, zm. 5 grudnia 2012 w Warszawie) – pułkownik dyplomowany Wojska Polskiego, profesor doktor habilitowany nauk wojskowych.

## Życiorys
Wstąpił w szeregi Wojska Polskiego jesienią 1954 i został skierowany do Oficerskiej Szkoły Piechoty nr 2 w Jeleniej Górze. Po jej rozformowaniu w 1955 przeniesiony do Oficerskiej Szkoły Wojsk Pancernych i Zmechanizowanych w Poznaniu. W 1957 ukończył Oficerską Szkołę Wojsk Pancernych im. Stefana Czarnieckiego w Poznaniu. Przez kolejnych dziewięć lat pełnił zawodową służbę wojskową w 73 pułku zmechanizowanym i 73 pułk czołgów średnich w Gubinie na stanowiskach dowódcy plutonu i kompanii czołgów. W latach 1966–1969 był słuchaczem Akademii Sztabu Generalnego w Rembertowie.
Od 1969 do 1995 pełnił służbę w Sztabie Generalnym Wojska Polskiego w Warszawie na różnych stanowiskach w zarządach operacyjnym i mobilizacyjnym. W latach 1969–1972 i 1976-1980 w Zarządzie I Operacyjnym na stanowiskach oficera Oddziału I Planowania Ogólnego i oficera Oddziału II Planowania Operacyjnego, natomiast w latach 1981-1995 w Zarządzie X (wcześniej - VII) Mobilizacji i Uzupełnień na stanowiskach szefa Oddziału I Planowania Mobilizacyjnego i zastępcy szefa zarządu. W 1990 otrzymał medal i dyplom „Zasłużony pracownik Sztabu Generalnego WP”.
W czasie służby w SG WP odbył praktyki dowódcze w latach 1972–1976 na stanowiskach: szefa sztabu 75 pułku zmechanizowanego w Bartoszycach, szefa Wydziału Operacyjnego Sztabu 15 Dywizji Zmechanizowanej im. Gwardii Ludowej w Olsztynie (1972–1974) i dowódcy 35 pułku czołgów średnich w Ostródzie (1974-76). 
W 2012 założyciel i rektor Wyższej Szkoły Bezpieczeństwa i Ochrony im. Marszałka Józefa Piłsudskiego w Warszawie. Był nauczycielem akademickim Prywatnej Wyższej Szkoły Nauk Społecznych, Komputerowych i Medycznych w Warszawie.
Członek Polskiej Akademii Nauk, Rady Wydziału Strategiczno-Obronnego Akademii Obrony Narodowej i Zarządu Głównego Towarzystwa Wiedzy Obronnej.
Pochowany na cmentarzu w Marysinie Wawerskim przy ul. Korkowej.

## Publikacje
- Ćwierć wieku w Sztabie Generalnym WP 1969-1995. Wspomnienia i refleksje, Wydawnictwo Comandor, Warszawa 2004, ISBN 83-88329-77-4.
- Wojsko Polskie 1945-1989. Próba analizy operacyjnej.
- Systemy mobilizacyjne sił zbrojnych.
- Założenia operacyjne i techniczne oraz przebieg i efekty rakietyzacji wojsk lądowych w latach 1960–1985. Relacja, Przegląd Historyczno-Wojskowy Nr 1 (234), Wojskowe Centrum Edukacji Obywatelskiej, Warszawa 2011.
- Wpływ geograficzno-fizycznych właściwości nadmorskiego kierunku operacyjnego na koncepcję działania Frontu Polskiego, Przegląd Historyczno-Wojskowy Nr 3 (236), Wojskowe Centrum Edukacji Obywatelskiej, Warszawa 2011.
- Służba pułkownika Kuklińskiego w Sztabie Generalnym WP. Refleksje, pytania i wątpliwości, Przegląd Historyczno-Wojskowy Nr 1 (239), Wojskowe Centrum Edukacji Obywatelskiej, Warszawa 2012.